# قصه‌گویی (فیلم)
قصه‌گویی (انگلیسی: Storytelling) فیلمی آمریکایی در سبک کمدی-درام به نویسندگی و کارگردانی تاد سولوندز است که در سال ۲۰۰۱ ساخته شد. این فیلم در بخش نوعی نگاه جشنواره فیلم کن ۲۰۰۱ به نمایش درآمد.